# Амајлија
Амајлија, амулет или талисман је предмет за који се верује да својом трајном снагом штити од злих сила и невоља које оне могу изазвати.

## Историја
Неандерталци и други праисторијски становници користили су природне амајлије, а фигурице Палеолитских Венера, од којих су неке старе 25.000 година пре нове ере, спадају у најстарије амалије које је човек створио.
У Античком Египту једна од најчешћих амајлија био је балегар, ког су носили и живи и мртви. Балегар је био симбол живота.